# Domenico Lucilla
Domenico Angelo Luigi Lucilla (Riofreddo, 17 februari 1828 – Rome, 9 januari 1884) was een Italiaans componist en muziekpedagoog.

## Levensloop
Lucilla studeerde aan het Liceo Musicale in Bologna bij Gaetano Gaspari (harmonie), Gaetano Corticelli en Stefano Golinelli (piano). De laatstgenoemde droeg hem in 1859 zijn Melodia del cuore, voor piano, op. 138 op. Op advies van Gioacchino Rossini completeerde hij van 1843 tot 1846 in Loreto zijn studies in voor compositie bij Luigi Vecchiotti. In 1848 kwam hij terug en studeerde aan de Accademia Filharmonica in Bologna bij A. Fabbri (contrapunt en compositie) en behaalde zijn diploma's. 
In 1881 werd hij tot voorzitter van de Accademia Filharmonica in Bologna benoemd. 
Lucilla vestigde zich in Rome als componist, waar in 1853 zijn opera Il solitario in première ging. Hij ontving in 1865 een gouden medaille van de koning Victor Emanuel II van Italië en in 1866 werd hij onderscheiden met de Orde van Sint-Mauritius en Sint-Lazarus. Verder werd hij onderscheiden als ridder in de Orde van de Italiaanse Kroon. 

## Composities

### Werken voor orkest
- 1873 Elegia sinfonica - alla memoria di Alessandro Manzoni

### Werken voor harmonieorkest
- Marcia funebre (of: Pensiero funebre)

### Missen en andere kerkmuziek
- 1848 Kyrie, kwartet voor 2 tenoren en 2 bassen, gemengd koor en kamerorkest
- 1848 Crucifixus, voor 2 tenoren en 2 bassen, gemengd koor en kamerorkest

### Muziektheater

#### Opera's
| Voltooid in | titel                                                       | aktes                  | première                                                                                      | libretto             |
| ----------- | ----------------------------------------------------------- | ---------------------- | --------------------------------------------------------------------------------------------- | -------------------- |
| 1853        | Il solitario                                                | 3 bedrijven            | 16 juli 1853, Rome, Teatro Valle                                                              | Luigi Carlo Scalchi  |
| 1854        | Giuliano Salviati                                           | 3 bedrijven            | lente 1854, Rome, Teatro Valle                                                                | Luigi Carlo Scalchi  |
| 1856        | Il sindaco del villaggio                                    | 3 bedrijven            | 29 oktober 1856, Rome, Teatro Capranica                                                       | Luigi Carlo Scalchi  |
| 1862-1863   | L'eroe delle Asturie                                        | 3 bedrijven            | carnaval 1863 Reggio Emilia, Teatro municipale di Reggio Emilia                               | Luigi Carlo Scalchi  |
| 1870        | Il conte assassino 2e versie getitelt: Il conte di Beuzeval | 4 bedrijven            | 1870, Bologna, Teatro Comunale; 2e versie: carnaval 1873, Ferrara, Teatro Comunale di Ferrara | Luigi Carlo Scalchi  |
| 1877        | La bella fanciulla di Perth                                 | 4 bedrijven            | maart 1877 Rome, Teatro Apollo                                                                | Giuseppe Cencetti    |
| 1877        | Cristina di Lorena                                          | 4 bedrijven            | 22 mei 1877, Rome                                                                             | Raffaello Berninzone |
| 1884        | Il Conte Rosso                                              | proloog en 3 bedrijven | lente 1886, Turijn, Teatro Carignano                                                          | Alessandro Capannari |
|             | Beatrice Alighieri                                          | 3 bedrijven            | niet uitgevoerd                                                                               | Luigi Carlo Scalchi  |

### Vocale muziek

#### Cantates
- 1871 Omaggio A.S.A.R. La Principessa Margherita di Savoja, cantate voor solisten, groot gemengd koor en orkest - tekst: B. Placidi - première: 2 oktober 1871, Rome, Campidoglio dagli Alunni

#### Werken voor koor
- 1873 Fuga a quattro voci sulle due sole parole Viva l'imperatrice, ter ere van keizerin van Rusland
- Omaggio pel fausto avvenimento dell'ingresso in Roma di Sua Maestà Vittorio Emanuele II Re d'Italia, tekst: Giuseppe Cencetti - première: 25 januari 1871, Rome, Teatro Apollo
- La guerra dell'indipendenza, hymne voor gemengd koor - tekst: Alessandro Manzoni - première: 15 december 1873, Rome, Teatro Apollo

#### Liederen
- 1848 Fuga, voor 5 solostemmen
- 1858 Il canto del conte Ugolino nell Inferno di Dante Alighieri, voor contra-alt en piano
- 1859 Melodia del cuore, voor zangstem en piano - tekst: Stefano Golinelli
- 1865 Il semprevivo, romance bas en piano ter herinnering aan Valdieri in juli 1865 - tekst: conte V. T.
- 1865 A Venezia - il canto del gondoliero, voor zangstem en piano
- 1865 Stornello d'amore, voor zangstem en piano - tekst: Carlo d'Ormeville
- 1866 La vergine tradita, voor zangstem en piano - tekst: Pietro Tomei
- 1866 Il volontario, voor zangstem en piano - tekst: Carlo d'Ormeville
- 1866 La gioia, wals voor zangstem en orkest - tekst: Errico Fiorentino
- 1877 In riva al mare, voor sopraan (of tenor) en piano - tekst: Enrico Panzacchi
- 1877 Chiamatelo destino, voor sopraan (of tenor) en piano - tekst: Enrico Panzacchi
- ca.1872 Il giovane accattone, romance voor tenor en piano -tekst: Emilio Naudin
- 1872 Il pescatore ligure, voor zangstem en piano - tekst: Carlo d'Ormeville
- Il brindisi, wals voor zangstem en piano - tekst: Carlo d'Ormeville
- Il lamento, romance voor zangstem en piano - tekst: Carlo d'Ormeville
- Il ritorno, barcarola voor zangstem en piano - tekst: Carlo d'Ormeville
- L'addio, kamerduet voor zangstem(men) en piano - tekst: Carlo d'Ormeville
- La canzone del pescatore, voor zangstem en piano - tekst: Carlo d'Ormeville
- La partenza del pescatore, arietta voor zangstem en piano - tekst: Carlo d'Ormeville
- La preghiera, voor zangstem en piano - tekst: Carlo d'Ormeville
- Querela dell'amante, madrigaal voor tenor en piano - tekst: Alessandro Ginori

### Werken voor piano
- 1839 Ilarità e tristezza, Capriccio, op. 7
- 1850 Pensiero funebre - opgedragen aan koning Umberto I van Italië ter herinnering aan koning Victor Emanuel II van Italië
- 1855 Les cloches et les clochettes - Étude de salon, op. 4
- 1867 Le nozze, wals
- Addio del passato, aria uit de opera La Traviata van Giuseppe Verdi voor piano
- Bizzarria per pianoforte
- Boléro, uit de opera Les Vêpres siciliennes van Giuseppe Verdi voor piano, op. 3
- Scena campestre, fantasie
- Un ballo in maschera, fantasie uit de opera van Giuseppe Verdi voor piano, op. 12